# لورينزو إنجلش
لورينزو إنجلش (بالإنجليزية: Lorenzo English)‏ هو سياسي أمريكي، ولد في 22 مايو 1819 في مقاطعة هيركايمر في الولايات المتحدة، وتوفي في 14 مارس 1888. حزبياً، نشط في الحزب الجمهوري.